# ボビー・ハート
ボビー・ハート（Bobby Hart、1994年8月21日 - ）はニューヨーククイーンズ区出身のアメリカンフットボール選手。ポジションはオフェンシブ・タックル、オフェンシブ・ガード。
フロリダ州立大学でプレイをした後、2015年のNFLドラフト7巡でニューヨーク・ジャイアンツに指名された。ジャイアンツで3シーズンプレイした後、シンシナティ・ベンガルズで先発として活躍した。2020年シーズン終了後、ベンガルズを放出された後はいくつかのチームを転々としている。

## 高校時代
フロリダ州ラウダーヒルの生まれのハートは、地元の聖トマス・アクィナス高校に通った。高校時代はアメリカンフットボールの他、バスケットボール、レスリングもプレイした。高校時代のチームメイトにはジョバニ・バーナード、ラマーカス・ジョイナー、ジェームス・ホワイトがいる。

## 大学時代
フロリダ州立大学に入学したハートは3年次、4年次にはすべての試合で先発出場を果たした。4年次には、オール・アトランティック・コースト・カンファレンスの3番手チームに選出された。2013年には右タックルとして全14試合に出場し、チームのBCS National Championship Game 勝利に貢献した。

## NFLでの経歴
| 身長                                                                    | 体重            | 腕 の 長 さ   | 手 の 大 き さ    | 40Yrd ダ ッ シ ュ | 10Yrd ス プ リ ッ ト | 20Yrd ス プ リ ッ ト | 20Yrd シ ャ ト ル | 3 コ 丨 ン ド リ ル | 垂 直 跳 び     | 立 ち 幅 跳 び      | ベ ン チ プ レ ス |
| ----------------------------------------------------------------------- | --------------- | ------------- | ----------------- | ----------------- | -------------------- | -------------------- | ----------------- | ------------------- | --------------- | ------------------- | ----------------- |
| 6 ft 4+3⁄4 in (195 cm)                                                  | 329 lb (149 kg) | 33 in (84 cm) | 10+1⁄8 in (26 cm) | 5.61 s            | 1.96 s               | 3.22 s               | 5.15 s            | 8.08 s              | 27.0 in (69 cm) | 7 ft 11 in (2.41 m) | 22 回             |
| All measurables from NFL Combine, all drills from Florida State Pro Day |                 |               |                   |                   |                      |                      |                   |                     |                 |                     |                   |

### ニューヨーク・ジャイアンツ
ハートは2015年のNFLドラフトでニューヨーク・ジャイアンツより7巡目全体226位で指名された。ジャイアンツは当初、ハートをガードで起用する計画だった。このコンバートに向けて、かつてのプロボウル・センター、ルシャールズ・ベントレーと練習を積んだが、2015年は主に右タックルとしてプレイすることになった。ルーキーイヤーは9試合に出場、うち1試合は先発だった。
2016年は右タックルとして13試合に先発出場した。2017年は右タックルの控えとして7試合に先発、合計で10試合に出場した。踝の怪我で12月30日にウェイバーにかけられシーズン最後の試合を前に故障者リストに入った。2018年2月9日、ハートはジャイアンツから放出された。

### シンシナティ・ベンガルズ
2018年2月14日、シンシナティ・ベンガルズと契約を結んだ。2018年は右タックルとして全試合に出場した。強力なランブロックでRBジョー・ミクソンのAFCラッシングリーダー獲得に貢献した。2019年3月11日、3年1,615万ドルでベンガルズと契約延長をした。2019年も全試合に先発出場した。全試合出場はチームで4人のみだった。スナップ参加率98.9%はチーム2位。
2020年は14試合に出場、13試合に先発した。Pro Football Focusのランキングでは、タックルとして52人中35位の評価だった。2021年3月19日、ハートはベンガルズから放出された。

### バッファロー・ビルズ
2021年3月30日、バッファロー・ビルズと一年契約を結んだ。8月31日、チームの最終ロースターカットに際して、ハートはビルズから放出された。

### マイアミ・ドルフィンズ
2021年9月7日、プラクティススクワッド（練習生）としてマイアミ・ドルフィンズと契約した。9月20日、ハートはドルフィンズから放出された。

### バッファロー・ビルズ (2度目)
2021年9月22日、バッファロー・ビルズとプラクティススクワッドとして契約した。ビルズには３週間ぶりの復帰となった。

### テネシー・タイタンズ
2021年10月20日、テネシー・タイタンズと契約した。3試合に出場しうち1試合は先発だったが、11月15日、ハートはタイタンズから放出された。
のち11月18日にはタイタンズとプラクティススクワッドとして契約した。

### バッファロー・ビルズ (3度目)
タイタンズとプラクティススクワッドとして契約した翌日の11月19日にバッファロー・ビルズと契約をした。ビルズには一ヶ月ぶりの復帰となった。12月7日、ハートはビルズから放出された。その後、ビルズとプラクティススクワッドとして契約した。
一時プラクティススクワッドのリザーブ／COVID-19リストに入ったが、16週目にはロスター登録された。
シーズン終了後FAとなったが、2022年4月11日にビルズと1年契約を結んだ。9月20日、Week2のタイタンズとの試合後、タイタンズの選手を殴ろうとしそれがタイタンズのコーチの頭に当たった問題で、Week3を欠場することになった。このWeek3の試合でビルズはドルフィンズに敗れている。2022年シーズンの前半では主にランシチュエーションで、6人目以降のオフェンスラインとして起用された。
ビルズはプレイオフに進出したが、これがハートにとってプレイオフ初出場となった。チームはディビジョナルゲームで敗れ、ハートのスーパーボウル出場は叶わなかった。期待されたシーズンだったが、攻撃でのスナップ数ではプレイオフを含めて128に留まった。

### デトロイト・ライオンズ
2023年8月7日、デトロイト・ライオンズはハートと契約したことを発表した。8月27日、ハートはライオンズから放出された。
ハートはNFLキャリアで初めて無所属でレギュラーシーズンを開始し、2023年シーズンはNFLのチームと契約することはなかった。

### ワシントン・コマンダース
2024年シーズン開幕時点でNFLチームとの契約はなかったが、2024年10月29日にワシントン・コマンダースとプラクティススクワッドとして契約した。NFC決勝まで進んだコマンダースでレギュラーシーズン、プレイオフを通じてハートに出場機会はなかったが、2025年2月4日にハートはコマンダースとリザーブ/フューチャーズ契約を結んだ。

## 社会貢献
ハートは自分が育ったラウダーヒルとそこでのスポーツ活動やキャンププログラムに対するお返しとして社会貢献活動をしている。基金、Hart to Greatness Foundation は地元でフットボールキャンプを企画し、多くの子どもたちが参加している。

## 個人生活
既婚で二人の男の子がいる。